# ابی‌الخیر نیریزی
شیخ ابوالفضل بن مظفر ابی‌الخیر نیریزی از فقه‌ها و مشایخ بزرگ فارس بود. او در نیریز به دنیا آمد و در شیراز به امر قضاوت اشتغال داشت و در مدرسه زاهدیه به تدریس و تعلیم می‌پرداخت. شیخ ابوالفضل به حجاز، مکه و شام سفر کرد و از مصاحبت مشایخ بسیار بهره‌مند شد. صاحب شدالازار وفات او را در سال ۶۲۱ هجری قمری در شیراز دانسته‌است.‌